# 中島健蔵音楽賞
中島健蔵音楽賞（なかじまけんぞうおんがくしょう）とはかつて日本の現代音楽の分野で優れた業績をあげた個人又は団体に贈られた賞。
中島健蔵夫人であった中島京子が故人の遺志を継いで私財を拠出し、三井信託銀行（現中央三井信託銀行）を受託者として昭和57年2月に設立された「公益信託中島健蔵記念現代音楽振興基金」により運営され、毎年「中島健蔵音楽賞」授章者を選考し受章者には表彰盾と奨励金を授与している。平成21年度で第28回を数え、受賞者は55名の個人と12の団体にのぼる。運営は、信託管理人・瀧淳、運営委員長兼選考委員長・諸井誠、運営委員（選考委員兼任）・石田一志、一柳慧、上野晃、佐野光司、田中信昭、長木誠司、船山隆、三善晃、湯浅譲二、選考委員・木村かをり、白石美雪、楢崎洋子、西村朗によって行われている。なお、第28回を最後に、贈賞を休止している。（平成21年度現在）

## 受賞者一覧
| 回     | 年度        | 受賞者 |
| ------ | ----------- | --- |
| 第1回  | 1982/昭和57 | - サウンド・スペース・アーク（演奏団体） - アンサンブル・ヴァン・ドリアン（演奏団体）                                                                                     |
| 第2回  | 1983/昭和58 | - 最優秀賞 一柳慧（作曲家） - 優秀賞 沢井忠夫（箏奏者） |
| 第3回  | 1984/昭和59 | - 「山田耕筰作品資料目録」編集スタッフ - 八村義夫（作曲家） |
| 第4回  | 1985/昭和60 | - 最優秀賞 石井眞木（作曲家） - 優秀賞 永島義男（コントラバス奏者） - 特別賞 榊田喜四夫（京都市交響楽団を通じての現代音楽創造に対する多年の貢献）                         |
| 第5回  | 1986/昭和61 | - 最優秀賞 岩城宏之（指揮者） - 特別賞 佐治敬三（現代日本の音楽文化への多大な貢献）                                                                                       |
| 第6回  | 1987/昭和62 | - 優秀賞 志村泉（ピアニスト） - 優秀賞「スペース・桐里」のシリーズ（竹前文美子） - 優秀賞「日本の音楽展」（熊谷弘） - 特別賞 木戸敏郎（古代楽器の復元と創造活動への献身） |
| 第7回  | 1988/昭和63 | - 国立音楽大学付属図書館・書誌作成グループ - 細川俊夫（作曲家） - 増永弘昭（フルート奏者）                                                                                |
| 第8回  | 1989/平成1  | - 西村朗（作曲家） - 木村かをり（ピアニスト） |
| 第9回  | 1990/平成2  | - 小林健次（ヴァイオリニスト） - 井上道義（指揮者） |
| 第10回 | 1991/平成3  | - 赤尾美千子（横笛奏者） - 佐藤信（演出家） - 三橋貴風（尺八奏者） |
| 第11回 | 1992/平成4  | - 苅田雅治（チェロ奏者） - 宮田まゆみ（笙奏者） |
| 第12回 | 1993/平成5  | - 佐藤紀雄（ギター奏者） - アール・レスピラン（演奏・創作集団） |
| 第13回 | 1994/平成6  | - 野平一郎（作曲・演奏・評論） - ニューアーツ弦楽四重奏団 |
| 第14回 | 1995/平成7  | - 木村まり（ヴァイオリニスト） - 三浦尚之（Music from Japan プロデューサー）                                                                                              |
| 第15回 | 1996/平成8  | - 最優秀賞 小泉浩（フルート奏者） - 優秀賞 藤家溪子（作曲家） |
| 第16回 | 1997/平成9  | - 最優秀賞 堤剛（チェロ奏者） - 優秀賞 矢沢朋子（ピアニスト） |
| 第17回 | 1998/平成10 | - 権代敦彦（作曲家） - 松原勝也（ヴァイオリニスト） - 吉村七重（二十絃箏奏者）                                                                                            |
| 第18回 | 1999/平成11 | - 板倉康明（クラリネット奏者・室内楽指揮者） - 新実徳英（作曲家） - 特別賞 栗山昌良（演出家）                                                                             |
| 第19回 | 2000/平成12 | - 小松一彦（指揮者） - 高橋美智子（マリンバ奏者） - 特別賞 東京交響楽団                                                                                                   |
| 第20回 | 2001/平成13 | - 優秀賞 篠崎史子（ハーピスト） - 優秀賞 吉原すみれ（打楽器奏者） - 奨励賞 栗山文昭と合唱団《音楽樹》 - 特別賞 芝祐靖と伶楽舎（雅楽）                                     |
| 第21回 | 2002/平成14 | - 高橋アキ（ピアニスト） - 佐藤聰明（作曲家） - 種谷睦子（マリンバ、打楽器奏者）                                                                                          |
| 第22回 | 2003/平成15 | - 北爪道夫（作曲家） - 中嶋香（ピアニスト） - 原田敬子（作曲家） |
| 第23回 | 2004/平成16 | - 沼尻竜典（指揮者） - 近藤譲（作曲家） |
| 第24回 | 2005/平成17 | - 松平頼暁（作曲家） - 野坂惠子（箏奏者） - 鈴木俊哉（リコーダー奏者） |
| 第25回 | 2006/平成18 | - 飯森範親（指揮者） - 東京混声合唱団 |
| 第26回 | 2007/平成19 | - 井阪絋（レコード・プロデューサー） |
| 第27回 | 2008/平成20 | - 児玉桃（ピアニスト） - 川島素晴（作曲家） |
| 第28回 | 2009/平成21 | - 藤倉大（作曲家） - 中川俊郎（作曲家） - 飯野明日香（ピアニスト） - 松山元（ピアニスト）                                                                                 |